# 王冰玉
王冰玉（1984年10月7日—），中国黑龙江省哈尔滨市人，女子冰壶运动员，中国国家女子冰壶队队长。
王冰玉其父是一位冰球教练，2000年开始练习冰壶，2003年被选入中国国家女子冰壶队，2004年起随中国队前往加拿大接受专业训练。2008年率中国队获得世界冰壶锦标赛亚军，2009年率队获得2009年世界大学生冬季运动会女子冰壶金牌、世界冰壶锦标赛冠军。
2010年冬奥会冰壶比赛上获得铜牌。